# حكومة عمر الرزاز
حكومة عمر الرزاز هي الحكومة رقم 101 منذ إعلان استقلال إمارة شرق الأردن عام 1921 والثامنة عشر في عهد الملك عبدالله الثاني، تشكلت بعد استقالة حكومة هاني الملقي في 4 حزيران / يونيو 2018، على خلفية الاعتصامات والإضراب التي بدأت يوم الأربعاء 30 مايو / أيار 2018. وقد أدت الحكومة اليمين الدستورية في 14 حزيران / يونيو 2018 بعدد 28 وزير منهم 15 وزير من الحكومة السابقة، خلال الفترة اللاحقة أجرى رئيس الوزراء «عمر الرزاز» أربعة تعديلات على التشكيلة الوزارية كان آخرها في 7 نوفمبر 2019.
في يوم السبت 3 أكتوبر/تشرين أول 2020 تقدمت الحكومة باستقالتها إثر حل مجلس النواب الأردني تمهيدا لإجراء انتخابات المجلس النيابي التاسع عشر. وجرى قبولها من قبل الملك، لكن جرى تكليف «عمر الرزاز» وحكومته بالاستمرار في تصريف الأعمال لحين اختيار رئيس للوزراء وتشكيل الحكومة الجديدة، في 7 أكتوبر جرى تكليف بشر الخصاونة بتشكيل الحكومة الجديدة، وأُعلن عن التشكيلة الجديدة في 12 أكتوبر 2020. لتنتهي بذلك أعمال حكومة الرزاز.

## الخلفية
بعد بدء الحكومة الأردنية برئاسة هاني الملقي باجراءات تمرير قانون الضريبة الجديد والذي أهم ما جاء فيه فرض اقتطاعات مالية على الأفراد الذين تتجاوز دخولهم الشهرية ألف دولار، وعلى الأسر التي يتجاوز دخلها ألفي دولار شهريًا، إلى جانب فرض اقتطاعات أخرى على القطاع التجاري وغيره من المفاصل الحيوية في البلاد. دُعي لإضراب بتاريخ 30 مايو آيار 2018 احتجاجاً على القانون الذي بحسب مراقبين محليين سيعمل على اقتطاع نسبة عالية من رواتب ودخول المواطنين.
وخلال ليلة 3 يونيو 2018 سادت قنوات الاخبار والمواقع الالكترونية ومواقع التواصل الاجتماعي أخبار عن تكليف عمر الرزاز كشخصية مرشحة بقوة لتشكيل الحكومة القادمة خلفا للملقي وتأكد الخبر يوم الاثنين 5 يونيو 2018 بإعلان كتاب تكليف الدكتور عمر الرزاز.

## الاستقالة والتكليف
أستدعى الملك عبد الله الثاني رئيس الوزراء هاني الملقي إلى قصره حيث قدم استقالته بتاريخ 4 يونيو 2018 في مسعى لتهدئة الغضب الشعبي تجاه السياسات الاقتصادية التي فجرت أكبر احتجاجات منذ عدة أعوام. قبلت استقالة حكومة هاني الملقي في نفس اليوم وكلف الملك عبد الله الثاني عمر الرزاز بتشكيل حكومة جديدة، خلفا للحكومة المستقيلة. وأعلن كتاب تكليف عمر الرزاز يوم 5 يونيو 2018 حيث كان أبرز ما جاء فيه:
- نعهد إليك بتشكيل حكومة جديدة تنهض بالمسؤوليات الوطنية الكبيرة في هذا الظرف الدقيق وتستكمل مسيرة الإصلاح والبناء والتطوير.
- وجه الملك الحكومة الجديدة لإطلاق مشروع نهضة وطني شامل، قوامه تمكين الأردنيين من تحفيز طاقاتهم، ورسم أحلامهم والسعي لتحقيقها، وتلبية احتياجاتهم عبر خدمات نوعية، وجهاز حكومي رشيق وكفؤ، ومنظومة أمان اجتماعي تحمي الضعيف في ظل بيئة ضريبية عادلة
- إن التحدي الرئيس الذي يقف في وجه تحقيق أحلام وطموحات الشباب الأردني هو تباطؤ النمو الاقتصادي، وما نجم عنه من تراجع في فرص العمل والبطالة خاصة لدى الشباب
- على الحكومة أن تقوم بمراجعة شاملة للمنظومة الضريبية والعبء الضريبي بشكل متكامل، ينأى عن الاستمرار بفرض ضرائب استهلاكية غير مباشرة وغير عادلة لا تحقق العدالة والتوازن بين دخل الفقير والغني
- إن الضغوطات التي يواجهها الأردن، يجب أن تكون حافزاً للارتقاء بنوعية الخدمات وليس عذرا لتراجعها. إن فرض الضرائب وتوفير خدمات نوعية أمران متلازمان
- على الحكومة أن تضع الإصلاح الإداري والنهوض بأداء الجهاز الحكومي على رأس أولوياتها واعتباره مصلحة وطنية عليا
- لا مجال لأي تهاون مع موظف مقصر أو مسؤول يعيق الاستثمار بتعقيدات بيروقراطية أو تباطؤ يضيع فرص العمل على شبابنا والنمو لاقتصادنا. ولا تردد في محاسبة مسؤول لا يعمل لخدمة وراحة المراجعين
- على الحكومة الإسراع في إنجاز مشروع الحكومة الإلكترونية للارتقاء بنوعية الخدمات، والتخلص من البيروقراطية وضبط الإنفاق الحكومي بكل حزم.
- إن الحكومة مطالبة أيضاً بمواصلة مسيرة الإصلاح السياسي والبناء على ما تم إنجازه في الأعوام السابقة؛ وهنا لا بد من إعادة النظر في التشريعات الناظمة للحياة السياسية بما يعزز من دور الأحزاب ويمكنها من الوصول إلى مجلس النواب.

## بعد التكليف
قبل تشكيل الحكومة تم الاجتماع مع مجلسي الأعيان والنواب ومجالس النقابات والغرف التجارية، وذلك للحوار حول قانون الضريبة الجديد، حيث تم الإعلان عن أنه سيتم سحب قانون الضريبة الجديد بعد أداء اليمين القانوني. كما تم عبر وسائل التواصل الاجتماعي الحديث حول أسماء مرشحة لتكون ضمن الحكومة الجديدة، وأسماء مستبعدة كليا. كما تم قبل تشكيل الحكومة وخلال التباحث لذلك عقد قمة أردنية سعودية إماراتية كويتية عقدت في مدينة جدة يوم الأحد 10 يونيو - حزيران 2018 حيث تم الاتفاق على دعم الأردن اقتصاديا بقيمة 2,5 مليار دولار أمريكي. وفي وقت لاحق أعلنت دولة قطر بأنها ستوفر عشرة آلاف فرصة عمل في قطر للاردنيين، بالإضافة إلى استثمار 500 مليون دولار في مشاريع البنية التحتية والسياحة، من أجل إنعاش الاقتصاد الأردني والمساهمة في تنميته.

## تشكيلة الحكومة
أدت الحكومة - بعد أن اكتملت تشكيلتها - اليمين أمام الملك عبد الله الثاني بن الحسين في يوم الخميس 14 يونيو - حزيران 2018، وقد ضمت الحكومة 28 وزيراً إلى جانب رئيس الوزراء، منهم 14 وزيراً من الحكومة السابقة (بالإضافة إلى الرئيس الحالي الذي كان يشغل منصب وزير التربية والتعليم في حكومة هاني الملقي، وأيضا وزير الأشغال الحالي العائد من حكومة الملقي الأولى)، خلافا للتوقعات التي سادت بأنها ستضم ثلاثة وزراء فقط من الحكومة السابقة، وضمت الحكومة الجديدة أيضا سبع سيدات، بينهن وزيرة السياحة والآثار في حكومة الملقي لينا عناب، وجمانة غنيمات، وماري قعوار، وهالة عادل زواتي، وهالة نعمان بسيسو لطوف، وبسمة محمد النسور. وجغرافيّاً فقد كان عشرة وزراء من الشمال وخمسة وزراء من أصول شامية و6 وزراء من السلط. وقد عين فيها أربعة وزراء شغلوا مناصب سابقة في البنك الأهلي الأردني هم: رجائي المعشر نائبا لرئيس الوزراء، وطارق الحموري وزيراً للصناعة، هالة زواتي لوزارة الطاقة، وماري قعوار للتخطيط والتعاون الدولي.
وضمت التشكيلة الوزارية 11 وزيرًا جديدًا لم يتولوا حقائب وزارية سابقًا، وهم: طارق الحموري، منير عويس، ماري قعوار، هالة زواتي، جمانة غنيمات، مثنى غرايبة، عزالدين كناكرية، مكرم القيسي، مبارك أبو يامين، بسمة النسور، عزمي محافظة. واللافت في التشكيلة الحكومية استبدال الفريق الاقتصادي كاملاً في الحكومة.

### الوزراء
| ت  | الاسم                     | الوزارة                              | ملاحظات                                                   |
| -- | ------------------------- | ------------------------------------ | --------------------------------------------------------- |
| 1  | عمر الرزاز                | رئيس الوزراء وزير الدفاع             | وزير التربية والتعليم في الحكومة السابقة                  |
| 2  | رجائي صالح المعشر         | نائب لرئيس الوزراء ووزير دولة        | عضو مجلس الأعيان ووزير سابق                               |
| 3  | أيمن حسين الصفدي          | وزارة الخارجية                       | من الحكومة السابقة                                        |
| 4  | عادل عيسى علي الطويسي     | وزارة التعليم العالي والبحث العلمي   | من الحكومة السابقة                                        |
| 5  | هالة بسيسو لطوف           | وزارة التنمية الاجتماعية             | من الحكومة االسابقة                                       |
| 6  | موسى حابس المعايطة        | وزارة الشؤون السياسية والبرلمانية    | من الحكومة السابقة                                        |
| 7  | سمير سعيد مراد            | وزارة العمل                          | من الحكومة السابقة                                        |
| 8  | محمود الشياب              | وزارة الصحة                          | من الحكومة السابقة                                        |
| 9  | يحيى موسى كسبي            | وزارة الأشغال العامة والإسكان        |                                                           |
| 10 | نايف حميدي الفايز         | وزارة البيئة                         | من الحكومة السابقة                                        |
| 11 | وليد "محيي الدين" المصري  | وزارة النقل، والشؤون البلدية         | من الحكومة السابقة                                        |
| 12 | مجد شويكة                 | وزارة تطوير القطاع العام             | من الحكومة السابقة                                        |
| 13 | لينا مظهر عناب            | وزارة السياحة والاثار                | من الحكومة السابقة                                        |
| 14 | خالد الحنيفات             | وزارة الزراعة                        | من الحكومة السابقة                                        |
| 15 | عوض" أبو جراد المشاقبة"   | وزارة العدل                          |                                                           |
| 16 | مهند شحادة خليل           | وزير دولة لشؤون الاستثمار            | من الحكومة السابقة                                        |
| 17 | سمير إبراهيم المبيضين     | وزارة الداخلية                       | من الحكومة السابقة                                        |
| 18 | عبدالناصر أبو البصل       | وزارة الأوقاف                        | من الحكومة السابقة                                        |
| 19 | عزالدين محي الدين كناكرية | وزارة المالية                        | مدير الضمان الاجتماعي                                     |
| 20 | منير موسى عويس            | وزارة المياه والري                   | مجلس إدارة المناطق التنموية، شقيق وجيه عويس الوزير السابق |
| 21 | عزمي محمود محافظة         | وزارة التربية والتعليم               | رئيس الجامعة الأردنية                                     |
| 22 | مكرم مصطفى القيسي         | وزارة الشباب                         | سفير المملكة في فرنسا                                     |
| 23 | مبارك علي أبو يامين       | وزير دولة للشؤون القانونية           | رئيس اللجنة القانونية في مجلس النواب سابقا                |
| 24 | طارق الحموري              | وزارة الصناعة والتجارة               |                                                           |
| 25 | جمانة غنيمات              | وزارة دولة لشؤون الإعلام             |                                                           |
| 26 | هالة زواتي                | وزارة الطاقة والثروة المعدنية        | مدير منتدى الاستراتيجيات الأردني                          |
| 27 | ماري كامل قعوار           | وزارة التخطيط                        |                                                           |
| 28 | بسمة محمد النسور          | وزارة الثقافة                        |                                                           |
| 29 | مثنى حمدان غرايبة         | وزارة الاتصالات وتكنولوجيا المعلومات | -                                                         |

### ما بعد تشكيل الحكومة
- تغيير الفريق الاقتصادي كاملا: فقد تم تغيير كامل الوزراء الاقتصاديين من حكومة الملقي في حكومة الرزاز، حيث تم تغيير نائب رئيس الوزراء ووزير دولة للشؤون الاقتصادية السابق، كما تم تغيير وزير المالية، وكذلك وزير التخطيط والتعاون الدولي، ووزير الطاقة والثروة المعدنية، ووزير الصناعة والتجارة، ووزير الاتصالات وتكنولوجيا المعلومات.[14]
- ساد استياء عام في الشارع الأردني بعد التشكيلة الحكومية التي كان نصفها من الحكومة القديمة، بالرغم من التوقعات قبل التشكيل بوجود ثلاثة وزراء فقط من الحكومة السابقة، والذي علّله الرزاز بأن من أثبت الكفاءة بقي في الحكومة لان الهدف تغيير النهج الحكومي وليست الوجوه فقط. كما سادت تسمية الحكومة «بحكومة البنك الأهلي» لوجود أربعة وزراء عملوا سابقاً في البنك بالإضافة لرئيس الحكومة الذي كان يشغل سابقاً رئيس مجلس إدارة البنك ذاته.
- يُنظر إلى أن الحكومة ليست شبابية، لكبر أعمار أعضائها، فعدا وزير واحد وهو مثنى الغرايبة يبلغ عمره 35 عاماً، كانت أعمار الوزراء فوق الخمسين، اذ تضم وزيرين في ال70 من العمر، وستة وزراء اعمارهم فوق الستين عاماً، وعشرة وزراء في الخمسينات من العمر. وهو ما حدا بتسميتها أيضا حكومة الشياب لانها لم تكن بتوقعات الشباب الذي وُعِد ب حكومة شبابية.[15][16] وعبر المجتمع الاردني عن استيائه عبر وسائل التواصل الاجتماعي عبر هاشتاغ #هاجر_يا_قتيبة.
- وفقا للتشكيل الجديد فقد شغرت 6 مواقع قيادية رسمية، أبرزها سفير المملكة في فرنسا بعد تعيين مكرم القيسي وزيرا للشباب، ومنصب عضو مجلس الأعيان بتعيين رجائي المعشر نائبا لرئيس الوزراء. ومنصب مدير عام الضمان الاجتماعي بعد تعيين عز الدين كناكرية وزيرا للمالية، ومنصب رئيس الجامعة الأردنية بتعيين الدكتور عزمي محافظة وزيرا للتربية والتعليم، ومنصب مدير منتدى الاستراتيجيات الاردني بعد تعيين هالة زواتي وزيرا للطاقة والثروة المعدنية. ومنصب رئيس مجلس إدارة المناطق التنموية بعد تعيين منير عويس وزيرا للمياه والري.[17]
- تم الإعلان في المؤتمر الصحفي عن إصدار مدونة سلوك للحكومة الثلاثاء، تكون بمثابة خطوط عريضة للوزراء في عملهم العام للفترة المقبلة. بحيث يلتزم بها هو والفريق الوزاري بحيث يوقعها كل وزير ويلتزم بها على مستوى مرتفع من النزاهة والشفافية والالتزام بحماية الأموال العامة وعدم تضارب المصالح له ولإفراد أسرته (3).[18]

## عمل الحكومة في الـ 100 يوم الأولى
في أول يوم للحكومة بعد عطلة عيد الفطر وفي مؤتمر صحفي، تم الإعلان الخطوط العريضة لعمل الحكومة في المرحلة القادمة حيث، أن اولوية الحكومة خفض النفقات الحكومية بواقع 150 مليون دينار خلال 2018. (1).وسيتم عمل مراجعة شاملة لمنظومة العبء الضريبي على المواطنين وخاصة مشروع ضريبة الدخل. وستدرس الحكومة أو ستقرر إعادة الإعفاء الضريبي على سيارات الهايبرد من عدمه بعد العزوف عن شرائها من المواطنين. اما حول مرضى السرطان فقد تم التوافق على إصدار بطاقات خاصة لمرضى السرطان في الأردن من اجل تحويلهم إلى المستشفيات المتخصصة.
وستعيد الحكومة النظر بتقاعد الوزراء، لانه لا يجوز للوزير الذي يخدم شهرين أن يحصل على راتب تقاعدي، وأكد أن جميع وزراء حكومته قدموا استقالاتهم من عضوية مجالس الشركات، كما أنهم ملزمون بتقديم براءة الذمة المالية وسيحاسبون بموجبها بعد خروجهم من الحكومة. وبما يخص المدارس الحاصة في الأردن سيتم إصدار نظام لتنظيم ترخيص المدارس الخاصة ما ينظم ويضبط الزيادات المتعلقة بالرسوم المدرسية ويفرض تحويل رواتب المعلمين والمعلمات إلى الحسابات البنكية.وسيتم إنشاء منصة إلكترونية لمعرفة الآراء لفئة الشباب بهدف اشراكهم في عملية صنع القرار. اما الدعم الخليجي فقد بين أنه ليس نقدي، بل هنالك وديعة ودعم الاحتياطي النقدي للمملكة والاستثمار بالبنية التحتية. وبينت الحكومة انها ستعيد النظر في هيكلة المؤسسات والوحدات المستقلة وأن يكون كل وزير في قطاعه هو المرجعية.
قام الملك عبد الله الثاني بن الحسين في يوم الجمعة 22/6/2018 بزيارة للولايات المتحدة الأمريكية، التقى بها عدد من المسؤولين الامريكيين، حيث تم الحديث عن أهمية تكثيف الجهود المستهدفة إعادة إطلاق مفاوضات جادة فاعلة بين الفلسطينيين والإسرائيليين استنادا إلى حل الدولتين وبما يفضي إلى إقامة الدولة الفلسطينية المستقلة، ودور وكالة (الأونروا)، وأهمية دعمها وتمكينها للاستمرار في تقديم خدماتها للاجئين والأزمة السورية وضرورة الحفاظ على منطقة خفض التصعيد جنوب غرب سورية، والتي تم التوصل إليها العام الماضي بعد الاتفاق الثلاثي بين الأردن والولايات المتحدة وروسيا. وأيضا بحث مجالات التعاون العسكري والدفاعي بين البلدي. (2)، واستمرت الزيارة إلى الولايات المتحدة مدة تصل إلى أكثر من شهر حيث عادة الملك بعد اربعين يوم تقريبا.

### الرد على مجلس النواب
بتاريخ 9 يوليو تموز 2018 قالت الحكومة في البيان الوزاري أن الحكومة تهتدي بكتابِ التكليفِ السامي، الذي وجّهه فيه جلالة الملك حيث سيتم إطلاق مشروع نهضة وطنيٍّ شاملٍ، قوامه تمكين الأردنيين من تحفيز طاقاتهم، ورسم أحلامهم والسعي لتحقيقها، وتلبية احتياجاتهم عبر خدمات نوعية، وجهاز حكومي رشيق وكفؤ، ومنظومة أمانٍ اجتماعيٍّ تحمي الضّعيف، في ظل بيئة ضريبيّة عادلة. ومما ورد في نص البيان الوزاري:
- انصياعاً لأحكام دستورنا العتيد، ومبادئنا الديمقراطيّة الأصيلة، كي أقدّمَ البيان الوزاريّ لحكومتي، مُهتدياً بكتابِ التكليفِ السامي، الذي وجّهنا فيه مولاي صاحب الجلالة
- الحكومة ستضع الأولويّات عبر آليّات شراكة حقيقيّة، تعبِّر عن هموم المواطنين وآمالهم وتطلّعاتهم، وتضع آليّاتٍ للتنفيذ، وبرنامج عملٍ زمنيٍّ ضمن الموارد والقدرات المتاحة
- الحكومة تلتزم أمام مجلس النواب بالتعاون التّام، والحوار الدائم والتّشاور،
- المالُ العامُّ الذي يُستخدَم في تقديم هذه الخدمات فهو مالُ النّاس، مالُ المواطنين، وبالتالي فإنّ الشريك الرئيس في هذا العقد الاجتماعي هو المواطن
- الحكومة تدرك تمام الإدراك مقدار الاهتزاز في الثقة، الذي اعترى العلاقة مع المواطن ... لقد طفح الكيل لدى المواطن، وبات يضيق ذرعاً بكلّ السياسات والقرارات التي نتّخذها
- معالجة الفقر والبطالة وتكريس المساواة في الوصول إلى الفرص. - تشجيع الاستثمار المحليّ والخارجيّ، وضبط كلف الإنتاج. - الإصلاح السياسيّ. الإصلاح الماليّ. - الإصلاح الإداري - رفع مستوى الخدمات الرئيسة من تعليمٍ وصحّة ونقل ومياه - الالتزام بالأمن الوطني وثوابتنا الوطنيّة، ودعم قوّاتنا المسلّحة وأجهزتنا الأمنيّة.
- بتوفير منصة إلكترونية لاستقبال شكاوى المواطنين، وحماية المبلِّغين عن المخالفات، الذين يكشفون عن معلومات مؤكّدة وموثّقة ذات قيمة للجهات المعنيّ
- لا حصانة لفاسد، ولا اغتيال للشخصيّة
- معالجة الفقر والبطالة وتكريس المساواة في الوصول إلى الفرص
- توسيع شبكة الأمان الاجتماعي لتشمل عدداً أكبر من الأُسَر المستحقّة، ضمن أسس تحقّق العدالة الاجتماعيّة، والوقوف على مدى نجاعة برامج الحماية الاجتماعيّة في الوصول إلى الفئات الأشدِّ فقراً
- تشجيع الاستثمار المحلي والخارجي وضبط كلف الإنتاج
- الترويج للفرص الاستثماريّة في المحافظات، من خلال مشروع الخارطة الاستثماريّة،
- تدرك الحكومة المعاناة التي تواجه هذا القطاع نتيجة الأوضاع الإقليميّة، وما رافقها من إغلاقات الحدود، ومحدوديّة الأسواق التصديريّة، حيث يشعر المزارعون أنّهم لا يعطَون الاهتمام الكافي
- ولا يستقيم الإصلاحُ السياسيُّ دون تفعيل دور الإعلام كسلطة رابعة، لذا فإنّ الحكومة عازمة على الارتقاء بمستوى أداء مؤسّسات الإعلام الرسمي، والانتقال بها من مفهوم 'إعلام الحكومة' إلى مفهوم 'إعلام الدولة'

## مواضيع أخرى
عالجت الحكومة عدد كبير من القضايا والاجرائات العالقة سابقا والتي استجدت على الساحة الأردنية، ووخاصة تلك التي لها علاقة بصفقة القرن التي يتداولها العالم أجمع.
- لاجئي درعا على الحدود الشمالية: والتي بدات بعد البدء بحملة عسكرية واسعة على درعا حيث تم لجوء عدد كبير من اهالي درعا إلى الشريط الحدودي، وحيث انه صدرت القرارات الحكومية بمنع دخول أي من اللاجئين الا ما يختص بالحالة الصحية والإنسانية للاطفال والمصابين والكبار للعلاج واعادتهم، وحيث انه تم معرفة دخول عدد من المسلحين واندساسهم بين الاهالي العزل من اجل الدخول إلى الاردنن مما يعتبر مساس بالامن القومي. وقد بدات المساعدات الشعبية للاجئي الخط الفاصل حيث تم تمرير المساعدات من ماء وطهام واغطية وعلاج عبر الحد الفاصل.
- قضية مصانع الدخان وملابساتها. حيث تم تشكيل لجنة وزارية برئاسة رئيس الحكومة لمتابعة القضية، للوقوف على جميع تفاصيلها وتسريع إجراءات القبض على المتورطين ابرزهم عوني مطيع المطلوب الابرز والأكثر انتشارات لاسمه. حيث ضمت اللجنة في عضويتها كلاً من نائب رئيس الوزراء، ووزراء الداخلية، والعدل، والدولة للشؤون القانونية، والمالية، والدولة لشؤون الإعلام، والصناعة والتجارة والتموين. وذلك بعد نشر تفاصيل عن تصنيع الدخان في الأردن بشكل سري وخارج عن القانون وعدم دفع الضرائب المتراكمة على المصانع التي ظهرت ومزارع الدخان التي تم اكتشافها. وتم احالة القضية إلى محكمة أمن الدولة في الأردن بسبب تشعبها، وكونها تمس بالأمن الاقتصادي للدولة، وتقطع عن الخزينة أموالًا طائلة جراء التهرب من الرسوم والضرائب”. كما تم التوجيه بالقاء القبض على عدد من المتورطين ومنع السفر على أسماء أخرى.

## التعديل على الحكومة

### التعديل الأول
بعد أكثر من مئة يوم بقليل، تم إجراء التعديل الأول على حكومة عمر الرزاز بتاريخ 11 أكتوبر 2018 حيث تم تعيين الأسماء التالية:
| ت | الاسم                         | الوزارة                                                    | ملاحظة |
| - | ----------------------------- | ---------------------------------------------------------- | ------ |
| 1 | رائد مظفر أبو السعود          | وزارة المياه والري                                         |        |
| 2 | بسام سمير التلهوني            | وزارة العدل                                                |        |
| 3 | مجد محمد شويكه                | وزير دولة للتطوير الإداري والمؤسسي                         |        |
| 4 | وليد سالم المعاني             | وزارة التربية والتعليم، وزارة التعليم العالي والبحث العلمي |        |
| 5 | المهندس فلاح عبد الله العموش  | وزارة للأشغال العامة والإسكان.                             |        |
| 6 | السيدة بسمة موسى إسحاقات      | وزارة التنمية الاجتماعية.                                  |        |
| 7 | الدكتور غازي منور الزبن       | وزارة الصحة                                                |        |
| 8 | المهندس إبراهيم صبحي الشحاحده | وزيراً للزراعة ووزيراً للبيئة.                               |        |
| 9 | الدكتور محمد سليمان أبو رمان  | وزيراً للثقافة ووزيراً للشباب.                               |        |

كما وجرى قبول استقالة التالية اسمائهم من المهام الوزارية الموكلة إليهم:
- الدكتور عادل عيسى الطويسي من وزارة التعليم العالي والبحث العلمي.
- السيدة هاله نعمان «بسيسو لطوف» من وزارة التنمية الاجتماعية.
- الدكتور محمود ياسين الشياب من وزارة الصحة.
- المهندس يحيى موسى كسبي من وزارة الأشغال العامة والإسكان.
- السيد نايف حميدي الفايز من وزارة البيئة.
- السيدة مجد محمد شويكه من وزارة تطوير القطاع العام.
- المهندس خالد موسى الحنيفات من وزارة الزراعة.
- الدكتور عوض «أبو جراد المشاقبه» من وزارة العدل.
- المهندس منير موسى عويس من وزارة المياه والري.
- الدكتور عزمي محمود محافظة من وزارة التربية والتعليم.
- السيد مكرم مصطفى القيسي من وزارة الشباب.
- السيدة بسمة محمد النسور من وزارة الثقافة.

استقالة على أثر حادث سيول البحر الميت 2018
بتاريخ 1 نوفمبر 2018 أعلن عن قبول استقالة كلاً من :
- لينا مظهر عناب، من وزراة السياحة والآثار
- عزمي محمود محافظة، من وزارة التربية والتعليم ووزارة التعليم العالي والبحث العلمي.

وتكليف كلا من التالية أسمائهم بإدارة هذه الوزارات:
| ت | الاسم              | الوزارة                                                                 | ملاحظة |
| - | ------------------ | ----------------------------------------------------------------------- | ------ |
| 1 | مجد محمد شويكة     | وزير دولة للتطوير الإداري والمؤسسي ووزيراً للسياحة والآثار.              |        |
| 2 | بسام سمير التلهوني | وزيراً للعدل، وزيراً للتربية والتعليم ووزيراُ للتعليم العالي والبحث العلمي |        |

### التعديل الثاني
بتاريخ 22 يناير 2019 جرى التعديل الثاني على حكومة عمر الرزاز حيث تم تعيين الأسماء التالية:
| ت | الاسم                           | الوزارة                                                    | ملاحظة |
| - | ------------------------------- | ---------------------------------------------------------- | ------ |
| 1 | الدكتور وليد سالم المعاني       | وزيراً للتربية والتعليم ووزيراً للتعليم العالي والبحث العلمي |        |
| 2 | المهندس وليد "محي الدين" المصري | وزارة الشؤون البلدية                                       |        |
| 3 | مجد محمد شويكة                  | وزارة السياحة والآثار                                      |        |
| 4 | المهندس أنمار فؤاد الخصاونة     | وزيراً للنقل                                                |        |

وجرى قبول استقالة التالية اسمائهم من بعض الحقائب الوزارية الموكلة إليهم:
- مجد محمد شويكة، من وزير دولة للتطوير الإداري والمؤسسي.
- المهندس وليد «محي الدين» المصري، من وزارة النقل.
- بسام التلهوني، من وزارة التربية والتعليم ووزارة التعليم العالي والبحث العلمي.

### التعديل الثالث
بتاريخ 9 مايو 2019 جرى التعديل الثالث على حكومة عمر الرزاز حيث تم تعيين الأسماء التالية:
| ت | الاسم                           | الوزارة                                                   | ملاحظة |
| - | ------------------------------- | --------------------------------------------------------- | ------ |
| 1 | سلامة حماد السحيم               | وزير للداخلية                                             |        |
| 2 | المهندس وليد "محي الدين" المصري | وزير للإدارة المحلية                                      |        |
| 3 | ياسره عاصم غوشة                 | وزير دولة لتطوير الأداء المؤسسي                           |        |
| 4 | المهندس مثنى حمدان غرايبة       | وزير للاقتصاد الرقمي والريادة                             |        |
| 5 | الدكتور محمد محمود العسعس       | وزير للتخطيط والتعاون الدولي ووزير دولة للشؤون الاقتصادية |        |
| 6 | سامي كامل داوود                 | وزير دولة لشؤون رئاسة الوزراء                             |        |
| 7 | نضال البطاينة                   | وزير العمل                                                |        |
| 8 | الدكتور سعد فايز جابر           | وزير الصحة                                                |        |

كما وجرى قبول استقالة التالية اسمائهم من المهام الوزارية الموكلة إليهم:
- سمير سعيد مراد، من وزارة العمل.
- المهندس وليد «محي الدين» المصري، من وزارة الشؤون البلدية.
- هند شحادة خليل، من وزير دولة لشؤون الاستثمار.
- سمير إبراهيم المبيضين، من وزارة الداخلية
- الدكتورة ماري كامل قعوار، من وزارة التخطيط والتعاون الدولي.
- المهندس مثنى حمدان غرايبة، من وزارة الاتصالات وتكنولوجيا المعلومات.
- الدكتور غازي منور الزبن، من وزارة الصحة.

كذلك جرى قبول استقالة الدكتور محمد محمود العسعس (المستشار الخاص للملك) من منصبه اعتباراً من نفس التاريخ.

### التعديل الرابع
بتاريخ 7 نوفمبر 2019 جرى التعديل الرابع على حكومة عمر الرزاز حيث تم تعيين الأسماء التالية:
| ت  | الاسم                           | الوزارة                                   | ملاحظة |
| -- | ------------------------------- | ----------------------------------------- | ------ |
| 1  | الدكتور محي الدين شعبان توق     | وزارة التعليم العالي والبحث العلمي        |        |
| 2  | الدكتور تيسير منيزل النعيمي     | وزارة التربية والتعليم                    |        |
| 3  | الدكتور صالح علي الخرابشة       | وزارة البيئة                              |        |
| 4  | المهندس إبراهيم صبحي الشحاحدة   | وزارة الزراعة                             |        |
| 5  | الدكتور محمد محمود العسعس       | وزارة المالية                             |        |
| 6  | أمجد عودة العضايلة              | وزارة الدولة لشؤون الإعلام                |        |
| 7  | الدكتور محمد أحمد الخلايلة      | وزارة الأوقاف والشؤون والمقدسات الإسلامية |        |
| 8  | الدكتور باسم محمد الطويسي       | وزارة الثقافة                             |        |
| 9  | الدكتور فارس عبدالحافظ البريزات | وزارة الشباب                              |        |
| 10 | الدكتور وسام عدنان الربضي       | وزارة التخطيط والتعاون الدولي             |        |
| 11 | الدكتور خالد وليد سيف           | وزارة النقل                               |        |

كما وجرى قبول استقالة التالية اسمائهم من المهام الوزارية الموكلة إليهم:
- الدكتور رجائي صالح المعشر، من نائب رئيس الوزراء ووزير دولة.
- الدكتور عبد الناصر موسى أبو البصل، من وزارة الأوقاف والشؤون والمقدسات الإسلامية.
- الدكتور عزالدين محي الدين كناكرية من وزارة المالية.
- جمانة سليمان غنيمات، من وزير دولة لشؤون الإعلام.
- المهندس إبراهيم صبحي الشحاحدة، من وزارة الزراعة ووزارة البيئة.
- المهندس أنمار فؤاد الخصاونة، من وزارة النقل.
- الدكتور محمد سليمان أبو رمان، من وزارة الثقافة ووزارة الشباب.
- الدكتور محمد محمود العسعس، من وزير التخطيط والتعاون الدولي ووزير دولة للشؤون لاقتصادية.

## انتقادات
كشفت الأرقام الرسمية أن نهج حكومة عمر الرزاز في التعامل مع ملف الدين العام لم تتغير مقارنة بالحكومة السابقة، إذ قامت بالحصول على المزيد من القروض لسد عجز الموازنة. وأسفر نهج الحكومة في الاعتماد على القروض إلى ارتفاع الدين العام بمقدار 1.578 مليار دينار خلال ثلاثة عشر شهرا فقط من تشكيلها. وقد تخطت حكومة الرزاز حكومة هاني الملقي لأن الأخيرة استدانت 1.503 مليار دينار في أي أقل بمقدار 75 مليون دينار من الحكومة الحالية.
وصل إجمالي الدين العام في عهد حكومة الرزاز 29.5 مليار دينار، وارتفع العجز خلال الأشهر السبعة الأولى من عام 2019 إلى 738 مليون دينار مقارنة مع 658 مليون دينار في أول سبعة أشهر من العام 2018 (حينما كان الملقي رئيسا للحكومة).
انتقد وزير التخطيط الأسبق تيسير الصمادي الإجراءات التي قامت بها حكومة الرزاز وقال إن هذه الحكومة لم تحقق أي إنجاز اقتصادي بل وازداد الوضع سوءا، بسبب استمرارها على النهج الجبائي نفسه الذي اعتمدته الحكومة السابقة. وذكر أيضا أن الحكومة فشلت في برنامجها مع صندوق النقد الذي كان هدفه تخفيض الدين العام وتقليل عجز الموازنة؛ أي أنها زادت العبء على المواطن وفي المقابل لم يتحقق الهدف.
وقد بينت نتائج تقرير صادر عن مركز الحياة – راصد أن الحكومة التزمت بـ 435 التزاماً على مدار عامين و3 أشهر اكتمل منها 21% فقط فيما ما زال 59% من الالتزامات جاري العمل على تنفيذها ولكنه لم ينته بعد، كما لم تبدأ الحكومة في تنفيذ ما نسبته 20% من الالتزامات التي وضعتها على نفسها، يذكر أن الالتزامات التي تم تتبعها ورصدها هي خطة الحكومة الواردة في بياناها الوزاري، إضافة إلى ما ورد على لسان رئيسها من التزامات وما تضمنته خطط أولويات الحكومة.
وبما يتعلق برحلات سفر الوزراء فقد تم تتبع 379 رحلة سفر قام بها رئيس الوزراء و48 وزيراً، حيث أفصح عما نسبته 71% من وجهات السفر، فيما لم يتم الإفصاح عن وجهات السفر بنسبة 29%، علماً بأن المعلومات المتعلقة بهذا الإطار تم استخلاصها من الجريدة الرسمية.
كما تم تتبع مجموعة من المؤشرات العالمية المرتبطة بالأردن، حيث تبين تراجع تصنيف الحكومة فيما يتعلق بمؤشر تطور الحكومة الالكترونية إذ كان ترتيب الأردن 98 عام 2018 وتراجع بما مقداره 19 مرتبة عالمية ليصل إلى 117 في عام 2020، أما مؤشر مدركات الفساد فقد كان تصنيف الأردن 58 من 180 دولة في عام 2018 وأصبح 60 من 198 دولة في عام 2019، وبما يتعلق بمؤشر النزاهة الحكومية فقد تراجع الأردن من 51.9 في عام 2018 إلى 49.6 في عام 2020، وتراجع مؤشر حرية الأعمال التجارية ليصل إلى 60.1 في عام 2020 بعد أن كان 63 في عام 2018، وانخفض مؤشر حرية العمل بشكل ملحوظ إذ كان 58.9 في العام 2018 وانخفض ليصل إلى 52.5 في العام 2020.

## استقالة الحكومة
صدرت الإرادة الملكية السامية بحل مجلس النواب الثامن عشر اعتباراً من يوم الأحد 27 سبتمبر/أيلول 2020م. وتنص الفقرة 2 من المادة 74 من الدستور الأردني على: «الحكومة التي يحل مجلس النواب فـي عهدها قبل الأشهر الأربعة الأخيرة التي تسبق انتهاء مدة المجلس تستقيل خلال أسبوع من تاريخ الحل، ولا يجوز تكليف رئيسها بتشكيل الحكومة التي تليها.» وعليه تقدمّت حكومة الرزاز بطلب استقالتها وجرى تكليف دولة بشر الخصاونة بعد 5 أيام من قبول استقالة حكومة عمر الرزاز على أن تستمر الأخيرة بتسيير الأعمال لحين تشكيل الحكومة الجديدة.

## الهوامش
1 بحسب جريدة الغد الصادرة يوم الاحد 24/6/2018 أي بعد 20 يوم من تكليف الرزاز فقد تم خلال جلسات مجلس الوزراء الموافقة على اجراءات لترشيد الانفاق الحكومي وضبطه. منها عدم شراء السيارات الا في الحالات الضرورية وبعد الحصول على موافقة مسبقة من رئيس الوزراء بناء على تنسيب اللجنة المعنية بالمركبات الحكومية. وأيضا عدم استخدام السيارات الحكومية الا للاعمال الرسمية وتخصيص سيارة واحدة لكل وزير ومن هو برتبته ولكل حاكم إداري وموظف من موظفي الفئة العليا ومن هم برتبتهم واعتبار الموافقات الاستثنائية السابقة لاي موظف عام ملغاة اعتبارا من تاريخ القرار. والتقيد التام بعدم تغيير الاثاث أو شراء اثاث جديد الا للضرورة القصوى وبعد الحصول على موافقة رئيس الوزراء المسبقة على ان يكون الاثاث من الإنتاج المحلي فقط مع ضرورة توفر المخصصات المالية اللازمة لذلك في قانون الموازنة. وتم اتخاذ القرار بالحد من سفر الوفود واللجان الرسمية للخارج الا للضرورة القصوى، وتقليص عدد أعضاء الوفد الرسمي للخارج بحيث لا يتجاوز 3 اشخاص بمن فيهم رئيس الوفد والاستعانة بالسفارات الأردنية ما امكن للمشاركة في اللجان والاجتماعات. أيضا الحد من استئجار مبان لصالح الحكومة الا للضرورة القصوى وتكليف وزارة المالية بإعداد خطة تدريجية للاستعاضة عن الابنية المستأجرة بأبنية مملوكة للحكومة.
2 التقى الملك عبدالله الثاني خلال الزيارة مع وزير الخارجية الأمريكي مايك بومبيو، وزير الدفاع الأمريكي جيمس ماتيس، ومستشار الأمن القومي جون بولتون، ووزير الخزانة الأمريكي ستيفن منوشين، ووزير التجارة ويلبر روس.
3 في 28/10/2009 اطلقت وزارة تطوير القطاع العام في حكومة المهندس نادر الذهبي 'مدونة قواعد السلوك الوظيفي وأخلاقيات الوظيفة العامة' في المعهد الوطني للتدريب حينها. ثم عادت حكومة سمير الرفاعي في 5/8/2010 مرة أخرى لتفعيل مدونة السلوك الوظيفي واخلاقيات الوظيفة العامة، والتي تمثلت رؤيتها في 'إدارة حكومية موجهة بالنتائج ومتوجهة للمواطن، تعمل بكفاءة وفاعلية'. ثم في حكومة عبد الله النسور في 2/3/2014 تعديل مدونة قواعد السلوك الوظيفي وأخلاقيات الوظيفة العامة.

## وصلات خارجية
- موقع رئاسة الوزراء الأردن
- نص البيان الوزاري لحكومة عمر الرزاز

| سبقه حكومة هاني الملقي الثانية | حكومة المملكة الأردنية الهاشمية 4 يونيو 2018 – 3 أكتوبر 2020 | تبعه حكومة بشر الخصاونة |